# Euphorbia groenewaldii
Euphorbia groenewaldii es una especie fanerógama perteneciente a la familia Euphorbiaceae. Es endémica de Mozambique.

## Descripción
Es una pequeña planta suculenta, arbusto enano, perennifolio que alcanza un tamaño de 0,02-0,07 m de altura a una altitud de  + / - 1400 metros en el sur de  Mozambique, Maputo.

## Taxonomía
Euphorbia groenewaldii fue descrita por Robert Allen Dyer y publicado en Flowering Plants of South Africa 18: 714. 1938.
Etimología
Euphorbia: nombre genérico que deriva del médico griego del rey Juba II de Mauritania (52 a 50 a. C. - 23), Euphorbus, en su honor – o en alusión a su gran vientre –  ya que usaba médicamente Euphorbia resinifera. En 1753 Carlos Linneo asignó el nombre a todo el género.
groenewaldii: epíteto otorgado en honor del botánico sudafricano Barend Hermanus Groenewald (1905 - 1976).